# Porsche 908
Porsche 908 - перегоновий автомобіль, створений компанією Porsche в 1968 році, який брав участь у різних змаганнях.

## Історія створення
У жовтні 1967 року Міжнародна автомобільна федерація оголосила про зміну регламенту Чемпіонату світу з брендів для прототипів та спортивних автомобілів. З сезону 1968 можуть використовуватися тільки прототипи перегонових автомобілів із максимальним робочим об'ємом двигуна в три літри.
Попередній восьмициліндровий двигун Porsche 907, який був на 1500 см³ двигуні від Porsche 804, міг бути збільшений лише до 2200 см³ (198 квт, 270 к.с.).
Попри той факт, що до цього моменту компанія Porsche не мала досвіду будівництва великих двигунів, було вирішено побудувати його на основі шестициліндрових деталей, рівний восьмициліндровому двигуну, в якому повністю використовувався б трилітровий об'єм.
В результаті вийшов восьмициліндровий атмосферний двигун Boxer з повітряним охолодженням, що виробляє 257 кВт (350 к.с.) при частоті обертання 8400 об/хв, згодом доопрацьований до 271 кВт (370 к.с.).
Як матеріали кузова використовувався пластик, який був встановлений на алюмінієву решітчасту раму.
У період використання були розроблені різні модифікації (відкритий Spyder, купе з коротким та довгим хвостом та інші).

## Гоночна історія

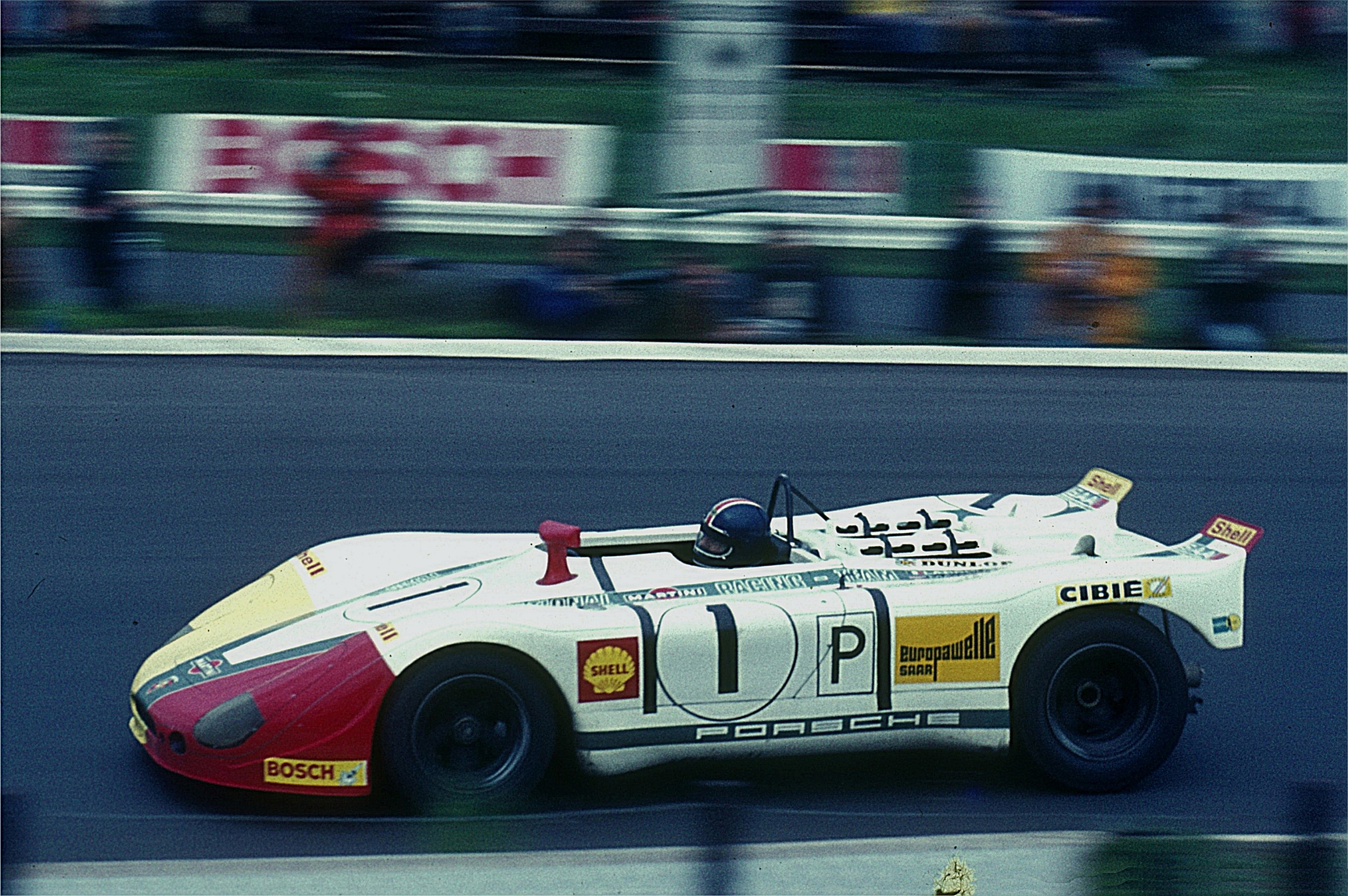
Porsche 908/02 Spyder "Камбала" — 1969

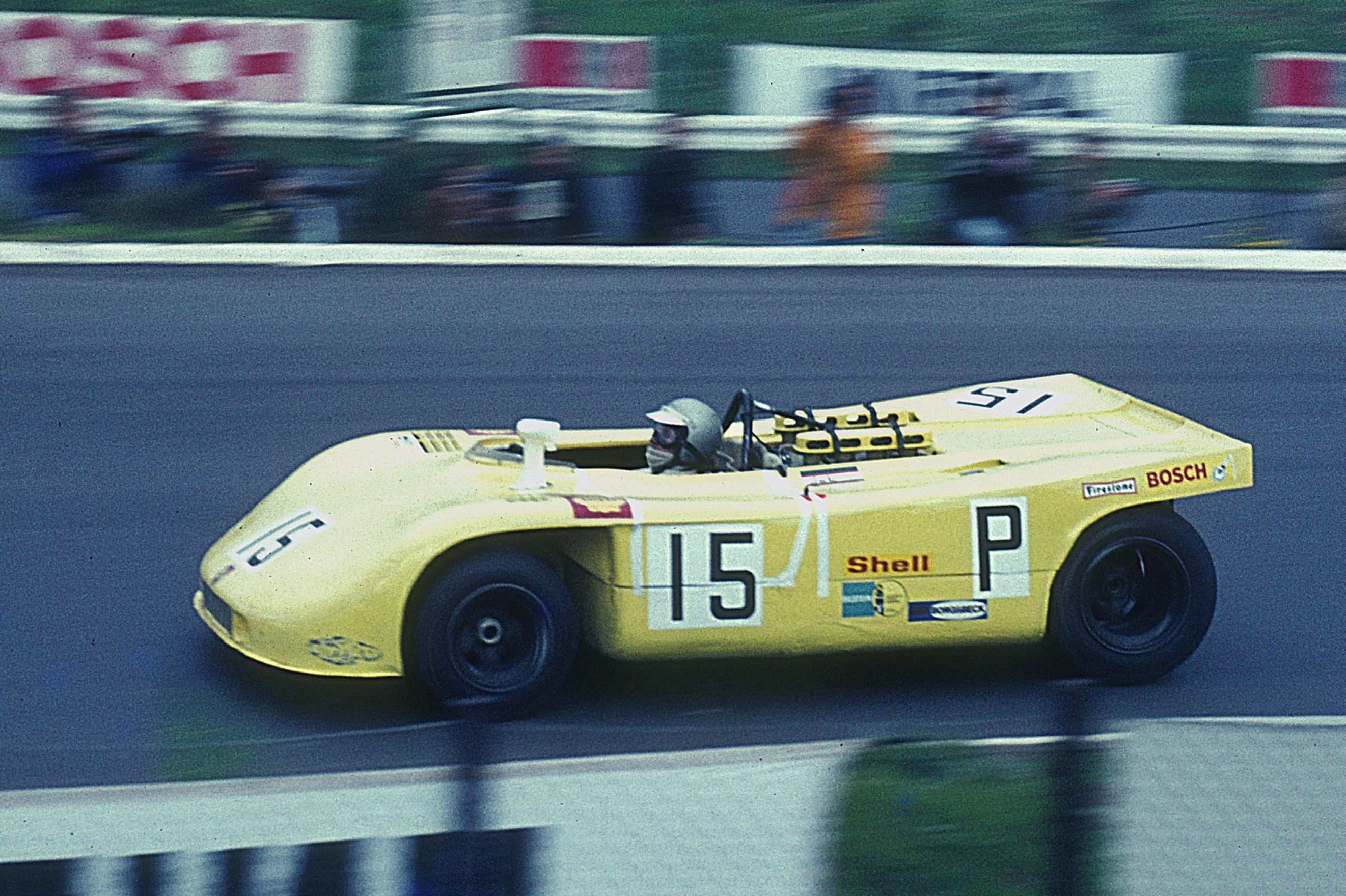
Porsche 908/03 Spyder — 1970

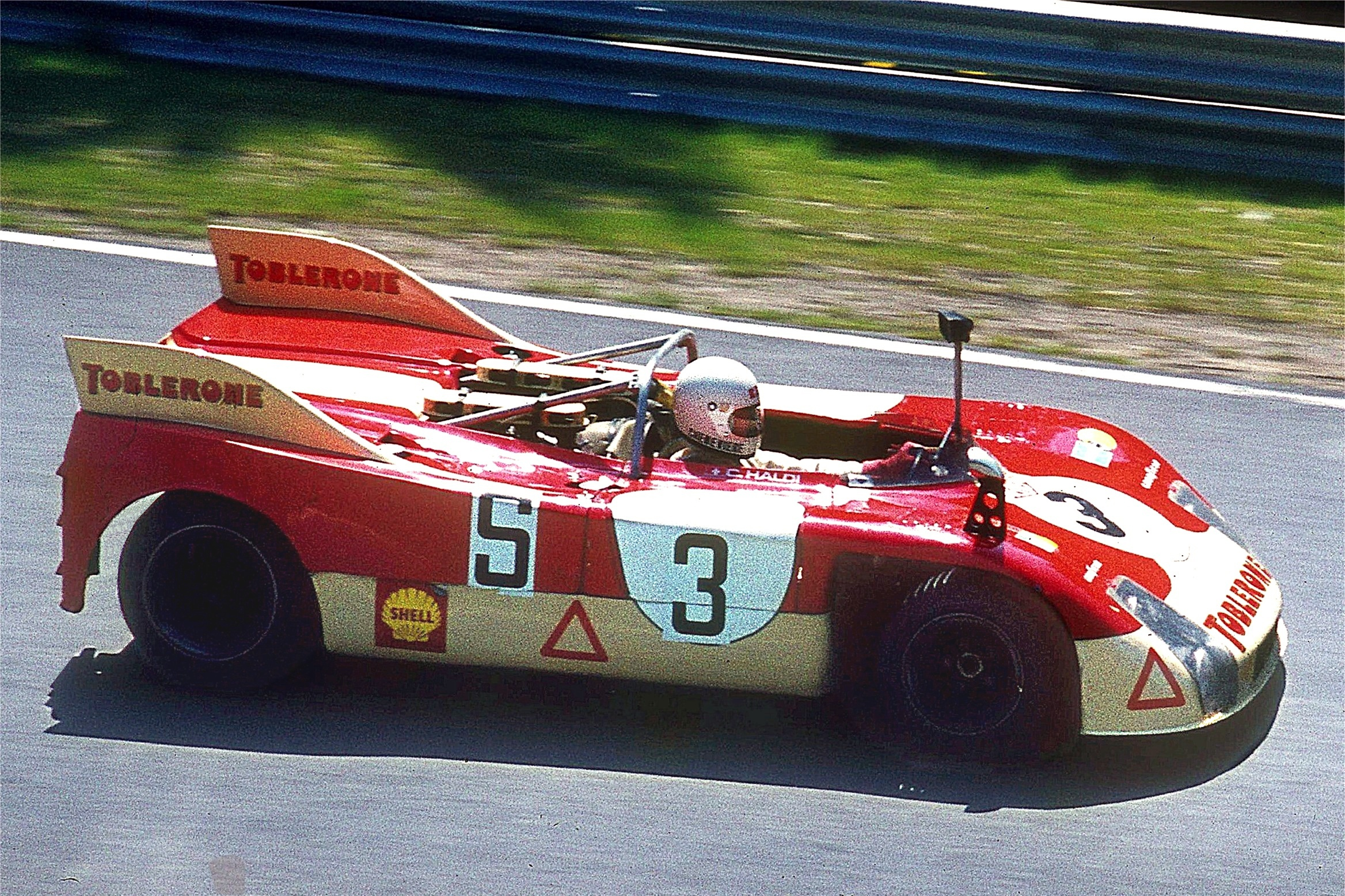
Porsche 908/03 Spyder - 1973

### 1968 рік
Вперше Porsche 908 був представлений у Монці у квітні 1968 року. Він був досить швидким, але, як багато хто на той момент, прототипи конкурентів (Alfa Romeo Tipo 33 або Ford P68) мав ряд складнощів з новим двигуном.
Загалом протягом року перевірений Porsche 907 проявляв себе успішніше, ніж Porsche 908.
При цьому в перегонах 1000 км на Нюрбургрингу Porsche 908 пілотований Джозефом Сіффертом і Віком Елфордом здобув перемогу (44 кола = 1003,64 км за 6:34:06 години)  .

### 1969 рік
Сезон 1969 року розпочався для Porsche з розгрому у 24-годинних перегонах в Дайтоні. Після потрійної перемоги Porsche 907 минулого року всі п'ять Porsche 908 не змогли посісти лідируючі позиції. Врятував честь команди Porsche 911 зайнявши четверте місце. Перемогу здобули два Lola T70.
У Себрингу Porsche 908 посів третє місце, поступившись Ford GT40 і новому прототипу Ferrari 312 P.
В перегонах у Воткінс-Глені Porsche 908 вдалося здобути потрійну перемогу  .
У цьому сезоні компанією Porsche у Женеві був також представлений Porsche 917. У Цельтвезі команді Porsche вдалося здобути дебютну перемогу на Porsche 917.

### 1970 рік
Для повільних треків, таких як Targa Florio та Нюрбургрінг, на яких Porsche 917 та його конкурент Ferrari 512S були менш підходящими, був розроблений Porsche Spyder 908/3.
На Porsche 908/02 Spyder Стів Маккуїн разом з Пітом Ревсоном прийшов другим на 12-годинній гонці в Себрінгу, програвши Ferrari 512S, пілотованим Маріо Андретті, Ігнаціо Джунті і Ніно Ваккарелла. Той же Porsche 908/02 Spyder використовувався Стівом МакКуїном як камера під час знімання фільму Ле-Ман. Машина навіть потрапила до загального заліку, але через значну вагу камер та тривалістю зміни плівки, не змогла пройти мінімальну розпоряджену відстань.
Porsche 908 пілотований Руді Лінсом і Марко Хельмутом посів третє місце поступившись перемогою двом Porsche 917 на перегонах 24 години Ле-Мана.

## Модифікації

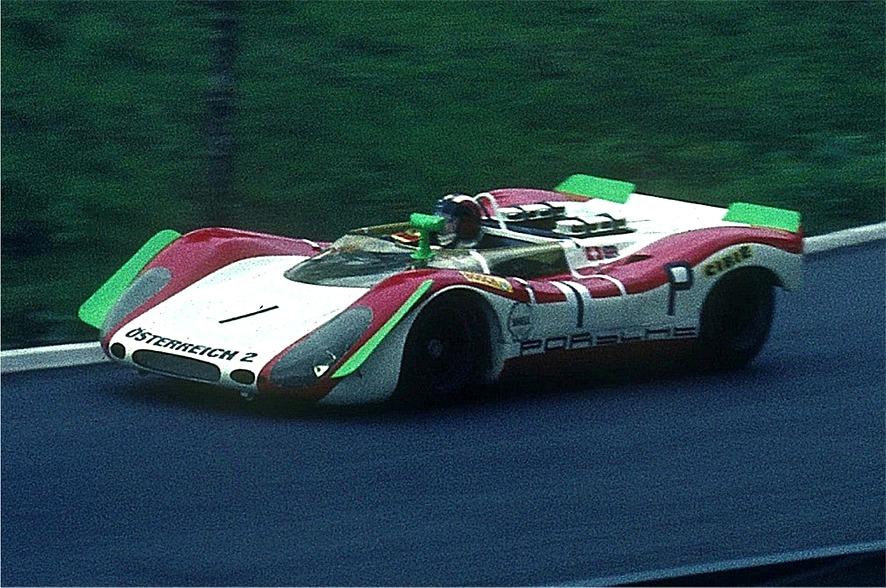
Porsche 908/2 Spyder — 1969

У період виробництва з 1968 року по 1971 рік Porsche 908 випускався в наступних модифікаціях:
- Porsche 908/2 Spyder — 1969;
- Porsche 908/02 Spyder "Камбала" — 1969;
- Porsche 908/03 Spyder — 1970;
- Porsche 908/03 Spyder — 1973[5].